# 小行星1350
小行星1350（1350 Rosselia）是一颗围绕太阳公转的小行星。1934年10月3日，歐仁·約瑟夫·德爾波特在于克勒发现了此天体。
該小行星以比利時商人瑪麗-泰瑞絲·羅塞爾命名。
这颗小行星的绝对星等为238.4934472743107等。